# 城戸毅
城戸 毅（きど たけし、1935年（昭和10年）2月4日 - ）は、西洋史学者、東京大学名誉教授。

## 経歴
東京出身。1958年（昭和33年）、東京大学文学部西洋史学科を卒業。東京大学大学院人文科学研究科西洋史学に進学後イギリスに留学。1966年（昭和41年）にロンドン大学にて歴史学博士号を取得し、東京大学博士課程を単位取得満期退学。
- 成蹊高等学校卒業[3]
- 1958年（昭和33年） - 東京大学文学部を卒業（西洋史学)[2]
- 1966年（昭和41年）
  - ロンドン大学博士課程を修了（歴史学）[2]
  - 東京大学人文科学研究科博士課程を単位取得満期退学（西洋史学）[2]
- 1967年（昭和42年） - 東京大学文学部助手となる（西洋史学）[2]
- 1971年（昭和46年） - 東京大学文学部助教授となる（西洋史学）[2][4]
- 1985年（昭和60年） - 東京大学文学部教授となる[2]
- 1995年（平成7年）
  - 東京大学を定年退官[2]、名誉教授となる
  - 名古屋市立大学人文社会学部教授となる（西洋史）[2][5]
  - 名古屋市立大学人文社会学部の初代学部長となる
- 2000年（平成12年）
  - 名古屋市立大学を退官[2]、名誉教授となる
  - 岐阜聖徳学園大学経済情報学部教授となる（国際関係事情）[2]
- 2007年（平成19年） - 岐阜聖徳学園大学を定年退官[2]

## 所属学会
- 史学会（1989年から1990年までは理事）[2]
- 法制史学会[2]
- 比較都市史研究会[2]
- イギリス王立歴史協会（英語版） (The Royal Historical Society)[2]
- The Historical Association[2]
- セルデン協会（英語版） (Selden Society)[2]
- アメリカ中世学会（英語版） (The Medieval Academy of America)[2]

## 家族・親族
- 父：城戸陽は日商元監査役。
- 妹：城戸喜子は慶應義塾大学商学部教授。
- 祖父：増井敬次郎は元・大日本帝国海軍中将。
- 叔父：城戸忠彦は元・同海軍少将。
- 従兄弟：城戸春分生は結核予防会福岡県支部長。
- 義父：高津春繁は東京大学名誉教授・言語学者。

## 著書

### 単著
- 『マグナ・カルタの世紀――中世イギリスの政治と国制 1199-1307』、東京大学出版会、 1980年[2]
- 『中世イギリス財政史研究』、東京大学出版会、1994年
- 『百年戦争　中世末期の英仏関係』、刀水書房、2009年[6]

### 訳書
- J・B・モラル 『中世の刻印――西欧的伝統の基盤』（岩波新書 1972年）
- J・C・ホウルト 『中世イギリスの法と社会――J=C=ホウルト歴史学論集』（刀水書房 1993年）